# 15-й окремий гірсько-штурмовий батальйон (Україна)
15-й окремий гірсько-штурмовий Севастопольський батальйон (15 ОГШБ, в/ч А1778) — підрозділ гірської піхоти Сухопутних військ Збройних сил України. Перебуває у складі 128-ї окремої гірськопіхотної бригади, що базується в Ужгороді. Перший в українському війську окремий гірськопіхотний батальйон.

## Історія
Після розпаду СРСР 327-й гвардійський мотострілецький полк у складі 128 дивізії перейшов під юрисдикцію України.
У 2004 р. у рамках реформування Збройних сил України полк був переформований на 15-й окремий гірськопіхотний батальйон. Він тривалий час був єдиним підрозділом Збройних сил України, призначеним для ведення бойових дій у гірських умовах. Подібного роду підрозділи існували лише в Кримській дивізії Національної гвардії України: окремі гірськострілецькі батальйони «Кобра» та «Лаванда». Протягом першого року існування батальйон був у низькій бойовій готовності для виконання завдань за призначенням, залишаючись без досвідчених фахівців та належного спорядження. Відсутність фахівців пояснювалась тим, що жоден з чинних навчальних центрів не готував спеціалістів гірської справи. Хоча згідно організаціно-штатної структури до складу кожного взводу має входити інструктор, що має як мінімум третій розряд з альпінізму, володіти методикою проведення занять з бойової підготовки на гірській місцевості та навчання особового складу подоланню гірських перешкод.
Тренування батальйону проходять на унікальному 234-му Ужгородському загальновійськовому полігоні (с. Оріховиця), спорудженому у 1982 р. для гірсько-піхотної підготовки підрозділів, які направлялися до Афганістану.
Станом на 2006 рік на полігоні було відновлено стрільбище. На гірському спортивному комплексі було споруджено підвісну стелю для занять альпінізмом. Функціонували гірські танкова директриса та директриса бойових машин піхоти. Директриса БМП призначена для тренування батальйону, який був переозброєний із БТР-70 на БМП-2.
2013 року підрозділ був визнаний найкращим у сухопутних військах України.

### Російсько-українська війна
В часі російсько-української війни військовослужбовці батальйону брали безпосередню участь у бойових діях — на передовій з березня 2014-го. До його складу набирали добровольців-контрактників, вони проходили підготовку, отримавши всю необхідну амуніцію, спрямовані на блокпости в Сумську область, по тому — в район бойових дій, під відносно спокійне село Співаківка, перевіряли проїжджий транспорт й документи. Згодом надійшла команда — передислокуватися до селища Металіст — північна околиця Луганська. В середині червня тут почалися запеклі бої.
17 червня під час бою терористи знищили 3 українські танки[джерело?] (командир одного з яких підірвав себе гранатою),[джерело?] та захопили в полон українських військових. Серед загиблих — механік-водій БТР Сергій Мартин.
У полоні бойовиків місяць перебували Микола Копчанський, В'ячеслав Пономаренко, Антон Шимко(псевдо.Сармат). Втрати — в червні 2014-го 3 БТРи вирушили на розвідку, підбиті терористами, 3 БТРи вирушили на підмогу, потрапили в засідку; 1-й БТР підбитий, механік-водій загинув, 3 військовики полонені, 2-й зумів повернутися, 3-й також підбитий, в ньому важкопоранений командир роти капітан Сергій Ланецький, загинули навідник Олександр Попаданець і механік-водій. До полонених приходив оператор каналу «Росія-24», який їх відповіді перекрутив, буцім вони дезертири і воюватимуть за ЛНР.[джерело?]
19 червня 2014 року з'явилася інформація, що силовики знищили батальйон терористів «Зоря»: так зване керівництво так званої ЛНР визнало, що від батальйону лишилося не більше 26 чоловік.
У липні 2014-го військовослужбовці 15-го батальйону, котрі провели майже місяць в катівнях так званої «ЛНР», були звільнені.
Оргкомітет «Євромайдан Рим» в липні 2014-го придбав та передав військовим 60 бронежилетів, з них десять — 15-му гірсько-піхотному батальйону.
2 жовтня 2014 року у Закарпатському обласному музично-драматичному театрі ім. братів Шерегіїв відбулося урочисте вшанування військовиків, котрі повернулися в місця дислокації після піврічної перерви. Грамотами та подяками Закарпатської ОДА було відзначено близько 150 військовослужбовців батальйону.
З військовиками в зоні бойових дій 5 місяців ніс військову та службу Божу капелан о. Ігор Войтович (УПЦ КП).
18 листопада 2015 року в ході загальновійськової реформи, з назви було виключено радянські нагороди. Батальйон отримав назву 15 окремий гвардійський гірсько-піхотний Севастопольський батальйон.
22 серпня 2016 року у рамках загальновійськової реформи, з назви батальйону було виключено гвардійське найменування.
6 грудня 2022 року батальйон був відзначений почесною відзнакою «За мужність та відвагу».

## Структура
- Рота вогневої підтримки[9]
- Мінометна батарея[10]

## Оснащення
- БМП-2[11],МТ-ЛБ з встановленим ПТРК «Крнкурс» та СПГ-9[12]
- ЗУ-23-2[13]
- АГС-17 «Полумя»[14]

## Діяльність
Батальйон тренується на 234-му Ужгородському загальновійськовому полігоні.

## Командири
- (2005) підполковник Василь Максименко
- (2009) підполковник Микола Кулинич
- підполковник Олександр Зима
- (до 2015) підполковник Зубанич Василь Іванович
- (2022) підполковник Голішевський Іван Леонідович
- (09.2022—12.11.2022†) майор Одуд Вадим Миколайович[15]

## Традиції

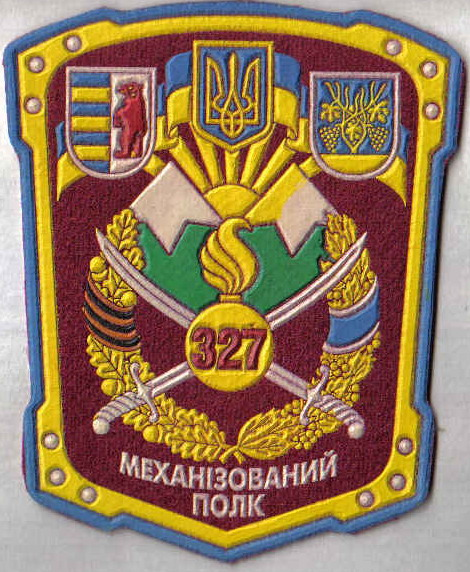
Нарукавний знак полку (до 2004)

Станом на 18 листопада 2015 року формування мало назву 15 окремий гвардійський гірсько-піхотний Севастопольський ордена Богдана Хмельницького батальйон. В ході загальновійськової реформи, з назви було виключено радянські нагороди. Батальйон отримав назву 15 окремий гвардійський гірсько-піхотний Севастопольський батальйон.
22 серпня 2016 року у рамках загальновійськової реформи, з назви формування було виключено гвардійське найменування.
6 грудня 2022 року 15 окремий гірсько-штурмовий батальйон 128 окремої гірсько-штурмової Закарпатської бригади Сухопутних військ Збройних Сил України указом Президента України Володимира Зеленського відзначений почесною відзнакою «За мужність та відвагу».

### Символіка
На нарукавному знаку 15 батальйону на срібному щиті зображено золотий відбиток вовчої лапи над блакитним тригір'ям.

## Втрати
Станом на грудень 2017 року, за даними книги Пам'яті, батальйон втратив 36 бійців загиблими.

## Відзначені
Найвищими державними нагородами відзначені:
- Зубанич Василь Іванович — командир батальйону, Герой України.
- Голішевський Іван Леонідович — командир батальйону, Герой України.